# Hôtel José Ciamberlani
Ne doit pas être confondu avec Hôtel Albert Ciamberlani.
L'Hôtel José Ciamberlani est un immeuble de style Art nouveau réalisé en 1900 par l’architecte Paul Hankar à Ixelles en région de Bruxelles-Capitale (Belgique).

## Situation
Cet immeuble est situé aux numéros 23 et 25 de la rue Paul-Émile Janson à Ixelles. Cette rue est connue des amateurs d'Art nouveau puisqu'elle compte au no 6 l'Hôtel Tassel réalisé en 1893 par Victor Horta et au bout de la rue, côté rue Faider, la maison Roosenboom. 
L'arrière de la parcelle jouxte la propriété où a été édifié l'Hôtel Albert Ciamberlani appelé plus couramment Hôtel Ciamberlani dont la façade se situe au no 48 de la rue Defacqz.

## Histoire
L'immeuble est commandé à Paul Hankar par José Ciamberlani, un passionné de chevaux et d'équitation qui a fait ériger des écuries, une sellerie et d'autres bâtiments sur la parcelle derrière l'hôtel particulier. José est le frère d'Albert Ciamberlani, artiste peintre pour qui Paul Hankar avait réalisé l'Hôtel Ciamberlani trois années plus tôt. L'Hôtel José Ciamberlani est une des dernières œuvres de Paul Hankar décédé quelques mois plus tard en janvier 1901. En 1920, un oriel remplace au premier étage un alignement de baies à meneau.
L'immeuble et les écuries sont repris sur la liste des monuments classés d'Ixelles depuis le 7 juin 2001.

## Description
L'immeuble est une construction symétrique (excepté la largeur des portes d'entrée) comptant quatre travées et quatre niveaux.  Le rez-de-chaussée est bâti en pierres bleues. Les trois niveaux supérieurs en pierres rectangulaires sont enduits d'une couleur blanche. Toutes les baies sont ornées de carreaux de vitrail dans leur partie supérieure. Les linteaux des baies des deux niveaux inférieurs sont en fer.
Le rez-de-chaussée comprend deux portes d'entrée. À gauche, au no 23, la porte cochère à deux battants donne (donnait) accès aux cavaliers, à leur monture et à leur attelage vers l'arrière du bâtiment et les écuries. Au no 25, la porte d'entrée (classique) de l'immeuble présente les mêmes courbes sculptées dans le chêne et les mêmes vitraux qu'au 23. Au premier étage, l'oriel sur base trapézoïdale compte trois baies et est prolongé par une baie à meneau de chaque côté. Il repose en son centre sur une console en pierre rainurée. Les deux niveaux supérieurs sont occupés par quatre baies rectangulaires. Un bandeau court au-dessus des baies du dernier niveau formant un arc en plein cintre au-dessus de chacune des quatre baies.

## Sources
- Marie Ressler, Top 100 Art nouveau/Bruxelles, éditions Aparté, page 33
- « Hôtel José Ciamberlani - Inventaire du patrimoine architectural », sur irismonument.be (consulté le 4 février 2024)